# Роуз Боул
„Роуз Боул“ (на английски: Rose Bowl) е открит стадион на 251 m надморска височина в Пасадина, Калифорния, САЩ.
Стадионът е бил домакин на събития от Олимпийските игри през 1932 г. и 1984 г. и на него са се играли мачове от Световното първенство по футбол през 1994 г, включително финала.
Национален исторически паметник на САЩ. Проектиран е от Майрън Хънт през 1921 г. Вдъхновен е от стадиона Yale Bowl в Ню Хейвън, щата Кънектикът, построен през 1913 г. и пуснат в експлоатация през 1914 г.
Първоначално стадионът е построен във формата на подкова, като няколкократно е бил разширяван. Южните трибуни са завършени през 1928 г., като с това се завършва кръглата форма на стадиона.
Стадионът ще домакинства двубои на Световното клубно първенство през 2025 и Олимпийските игри 2028.